# Салдусский пищевой комбинат
Са́лдусский пищево́й комбина́т — латвийское предприятие по производству сладостей, расположено в г. Салдус. Основано в 1960 году. 

## История
Предприятие было основано в 1960 году, когда «Скриверский продуктовый комбинат» передал производство конфет «Готиня» салдусскому пищевому комбинату. В последующие годы другие отрасли одна за другой прекратили своё производство, и производство конфет «Готиня» стало главной деятельностью. Произведённая на предприятии «Готиня» завоевала популярность в России и в других республиках СССР. 
В годы восстановления Латвийской республики последующие изменения в хозяйственной деятельности на салдусском пищевом комбинате не так особо отразились, в то время на предприятии работали 120 сотрудников в несколько смен (сейчас — 80), производя 150 т конфет, которые реализовались на Российском рынке. 
Предприятие в 1990-е годы пережило финансовый кризис, затронувший Россию —  сотрудничество с Россией прекратилось и объём производства предприятия сократился. 
В 2000 году восстановились новые возможности экспорта, увеличился объём производства, и предприятие получило возможность расширения ассортимента продукции.

## Продукция
Предприятие производит щербеты, ирисы, мармелады, молочные конфеты и конфетные кремы, а также подарочную продукцию.